# Islands Kommunistiske Parti
 Ikke at forveksle med Islands Kommunistiske Parti (m-l).
Kommúnistaflokkur Íslands (Islands kommunistiske parti) var et kommunistiske politisk parti på Island som eksisterede mellem 1930 og 1938.

## Historie
Tidligt i 1920erne kom en gruppe militante medlemmer af det islandske socialdemokratiske parti Alþýðuflokkurinn i kontakt med den internationale kommunistiske bevægelse. Gruppen begyndte som en radikal gruppe indenfor partiet som blev kaldt for Félag ungra kommúnista (Ungkommunisterne) i november 1922. Gruppen udviklede sig sidenhen til Jafnaðarmannafélagið Sparta (Den socialdemokratiske bevægelse Sparta) i 1926, men i 1928 forlod gruppen partiet helt og begyndte at etabler deres eget, blandt andet etter forslag fra Komintern.
Islands kommunistiske parti blev dannet i november 1930 og blev Kominternmedlem. Partiet udgav avisen Verkalýðsblaðið.
I 1938 gik en anden udbrydergruppe fra socialdemokraterne og kommunistpartiet sammen i Sameiningarflokkur alþýðu - Sósíalistaflokkurinn. Det nye parti stod udenfor Komintern, men kommunisterne dominerede det nye parti og det var stort set som partiets forgænger.
Den 4. april 1956 blev Socialistpartiet sammen med en udbrydergruppe fra det socialdemokratiske parti fusioneret til Alþýðubandalagið (Folkealliancen), med Hannibal Valdimarsson som partiets første leder. Alliancen blev etableret som politisk parti i 1968.

## Valgresultat
| Alltingsvalg | Alltingsvalg | Alltingsvalg |
| Valgår       | Opslutning   | Pladser      |
| ------------ | ------------ | ------------ |
| 1931         | 3,0          | 0            |
| 1933         | 7,5          | 0            |
| 1934         | 6,0          | 0            |
| 1937         | 8,5          | 3            |